# صموئيل برادفورد كاسويل
صموئيل برادفورد كاسويل هو مهندس معادن ‏ ومهندس وسياسي أمريكي، ولد في 3 يناير 1828، وتوفي في 3 فبراير 1898.